# Джонстон, Кристен
Кристен Джонстон (англ. Kristen Johnston, род. 20 сентября 1967) — американская актриса и комедиантка, лауреат двух премий «Эмми».

## Ранние годы
Кристен Джонстон родилась в Вашингтоне, округ Колумбия, в семье агента по недвижимости и Республиканского сенатора из штата Висконсин. Она окончила школу в пригороде Милуоки. Она получила степень бакалавра драматического искусства Нью-Йоркского университета.

## Карьера

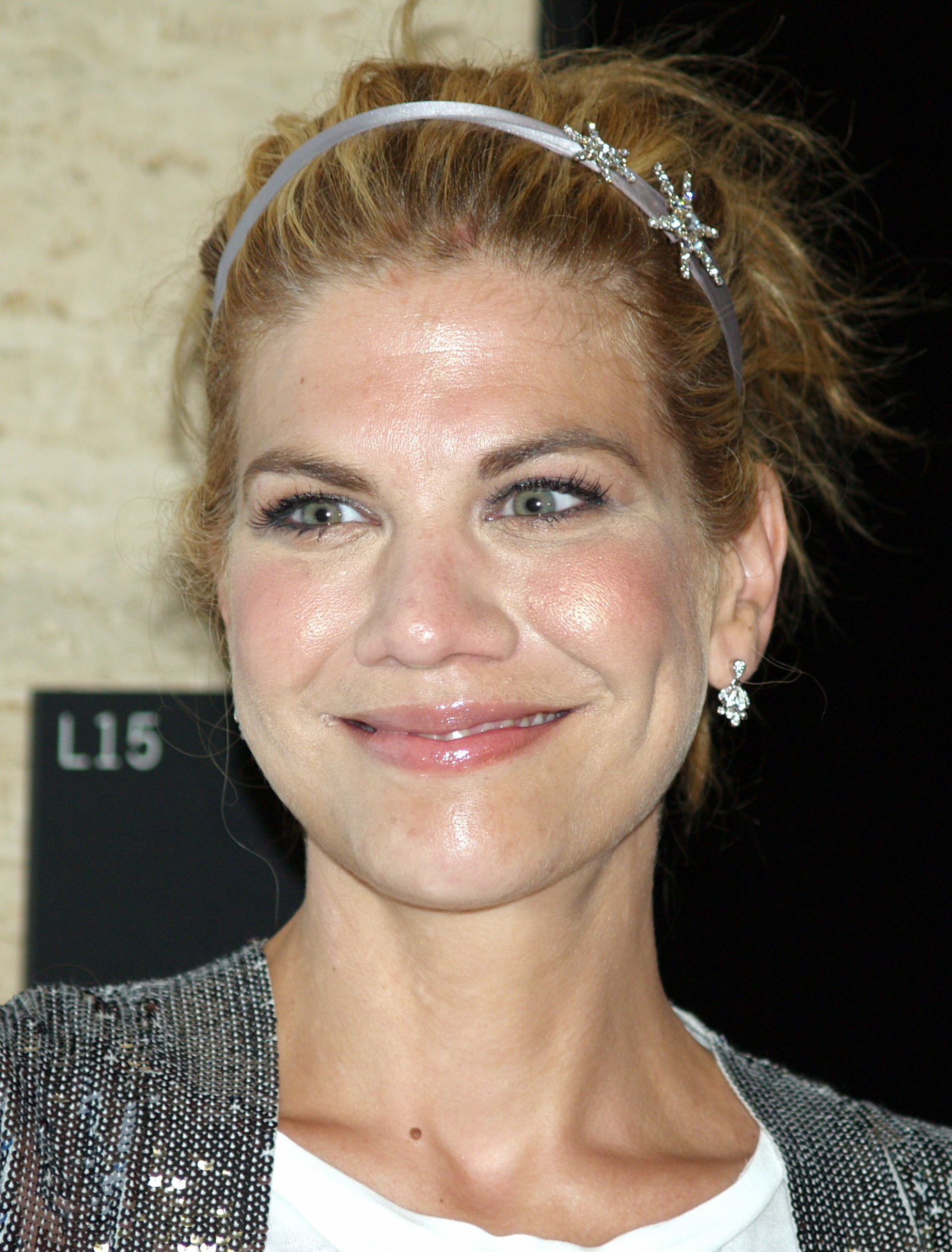
2008 год

Джонстон начала свою карьеру с участия в офф-бродвейских постановках в Нью-Йорке. Со временем она достигла умеренной известности как театральная актриса, выступая на многих площадках, в том числе и в «Линкольн-центре». Она была номинирована на престижную театральную премию «Драма Деск» в 1994, 2007 и 2010 годах.
После нескольких небольших ролей в кино и на телевидении в 1996 году она получила одну из главных ролей в комедийном сериале «Третья планета от Солнца», который принес ей две премии «Эмми» в категории «за лучшую женскую роль второго плана в комедийном телесериале», а также номинации на «Золотой глобус» и «Премию Гильдии киноактёров США».
У Джонстон были второстепенные роли в нескольких известных фильмах на протяжении своей карьеры, таких как «Остин Пауэрс: Шпион, который меня соблазнил», «Остин Пауэрс: Голдмембер», «С глаз — долой, из чарта — вон!» и «Война невест». Она сыграла главную женскую роль в провальном в прокате фильме 2000 года «Флинтстоуны в Рок-Вегасе». На телевидении она была приглашенной звездой в нескольких сериалах, таких как «Секс в большом городе», «Скорая помощь», «Дурнушка» и «Новые приключения старой Кристин». С 2011 по 2015 год Джонстон снималась в ситкоме TV Land «Бывшие».

## Личная жизнь
В начале сентября 2013 года Джонстон заболела и позже ей был поставлен диагноз миелит. В результате болезни Джонстон страдает от мышечной слабости — с трудом ходит, особенно по лестницам, и носит ортопедический воротник, чтобы держать голову.

## Фильмография

### Кино
| Год  | Название на русском                         | Оригинальное название                   | Роль                | Примечания             |
| ---- | ------------------------------------------- | --------------------------------------- | ------------------- | ---------------------- |
| 1985 | —                                           | The Orkly Kid                           | н/д                 | короткометражный фильм |
| 1993 | —                                           | The Debt                                | Элис Косник         | короткометражный фильм |
| 1995 | Огненный вопль                              | Backfire!                               | Кейт                |                        |
| 1997 | Колин Фитц                                  | Colin Fitz                              | фанатка-сталкер     |                        |
| 1999 | Остин Пауэрс: Шпион, который меня соблазнил | Austin Powers: The Spy Who Shagged Me   | Иванна Платинова    |                        |
| 2000 | Флинтстоуны в Рок-Вегасе                    | The Flintstones in Viva Rock Vegas      | Вилма Флинтстоун    |                        |
| 2002 | Остин Пауэрс: Голдмембер                    | Austin Powers in Goldmember             | танцовщица          | не указана в титрах    |
| 2003 | Никто не знает ничего                       | Nobody Knows Anything!                  | Миранда             |                        |
| 2004 | —                                           | Duane Incarnate                         | Фрэн                |                        |
| 2005 | Freeвольная жизнь                           | Strangers with Candy                    | тренер Дайверс      |                        |
| 2007 | С глаз — долой, из чарта — вон!             | Music and Lyrics                        | Ронда               |                        |
| 2009 | Война невест                                | Bride Wars                              | Деб                 |                        |
| 2009 | В поисках блаженства                        | Finding Bliss                           | Айрин Фокс          |                        |
| 2011 | Лучшие друзья и ребёнок                     | L!fe Happens                            | Франческа           |                        |
| 2012 | Вампирши                                    | Vamps                                   | миссис Ван Хельсинг |                        |
| 2012 | Плохие родители                             | Bad Parents                             | Трейси              |                        |
| 2014 | Больной от любви                            | Lovesick                                | Кэтрин              |                        |
| 2016 | Захватывающая поездка                       | Thrill Ride                             | Эсмеральда          |                        |
| 2018 | —                                           | For the Love of George                  | экстрасенс Сара     |                        |
| 2018 | Ураган Бьянка 2: Из России с ненавистью     | Hurricane Bianca: From Russia with Hate | Роксана             |                        |
| 2018 | Свайпни                                     | Swiped                                  | профессор Барнс     |                        |
| 2019 | Свадебный год                               | The Wedding Year                        | Барбара             |                        |
| 2020 | —                                           | Small Town Wisconsin                    | Алиша               |                        |

### Телевидение
| Год       | Название на русском              | Оригинальное название               | Роль                                                                              | Примечания                                            |
| --------- | -------------------------------- | ----------------------------------- | --------------------------------------------------------------------------------- | ----------------------------------------------------- |
| 1994      | Как вращается мир                | As the World Turns                  | Амазония                                                                          | эпизод: Episode #1.9726                               |
| 1994      | Надежда Чикаго                   | Chicago Hope                        | доктор Венди Смит                                                                 | эпизод: Genevieve and Fat Boy                         |
| 1994      | —                                | The 5 Mrs. Buchanans                | Зена                                                                              | эпизод: Spare the Rod, Spoil the Buchanans            |
| 1995      | Пылая страстью                   | Hearts Afire                        | Марго                                                                             | эпизод: John and Georgie’s Not-So-Excellent Adventure |
| 1996      | Лондонский гостиничный номер     | London Suite                        | Грейс Чепман                                                                      | телефильм                                             |
| 1996—2001 | Третья планета от Солнца         | 3rd Rock from the Sun               | Салли Соломон                                                                     | телесериал; основная роль                             |
| 1997      | Дакмен                           | Duckman: Private Dick/Family Man    | Кейти Ли                                                                          | мультсериал; эпизод: My Feral Lady; озвучка           |
| 1997      | Крошка Милтон                    | Microscopic Milton                  | рассказчик                                                                        | мультсериал; озвучка                                  |
| 1998      | Шоу Ларри Сандерса               | The Larry Sanders Show              | в роли самой себя                                                                 | эпизод: Adolf Hankler                                 |
| 2002      | —                                | Stage on Screen: The Women          | Сильвия Фаулер                                                                    | телефильм                                             |
| 2003      | —                                | Queens Supreme                      | Мод Макферсон                                                                     | эпизод: One Angry Man                                 |
| 2004      | Секс в большом городе            | Sex and the City                    | Лекси Физерстон                                                                   | эпизод: Splat!                                        |
| 2005      | Скорая помощь                    | ER                                  | доктор Ив Пейтон                                                                  | телесериал; 6 эпизодов                                |
| 2005      | —                                | Don’t Ask                           | Сюзанн Коллинз                                                                    | телефильм                                             |
| 2007      | Ким Пять-с-плюсом                | Kim Possible                        | Вормонга                                                                          | мультсериал; 3 эпизода; озвучка                       |
| 2008      | —                                | Puppy Love                          | Кэтрин                                                                            | телесериал                                            |
| 2009      | Новые приключения старой Кристин | The New Adventures of Old Christine | Фрэнси                                                                            | эпизод: Too Close for Christine                       |
| 2009      | —                                | Ab Fab                              | Пэтси                                                                             | телефильм                                             |
| 2009—2010 | Дурнушка                         | Ugly Betty                          | Хелен                                                                             | телесериал; 3 эпизода                                 |
| 2010      | Смертельно скучающий             | Bored to Death                      | госпожа Флоренс                                                                   | эпизод: Escape from the Dungeon!                      |
| 2010      | —                                | Beach Lane                          | Нелли Уилсон                                                                      | телефильм                                             |
| 2011—2015 | Бывшие                           | The Exes                            | Холли Франклин                                                                    | телесериал; основная роль                             |
| 2012      | Только материалы                 | Submissions Only                    | Иззи Холл                                                                         | эпизод: Y’all Were Great!                             |
| 2014      | Кёрсти                           | Kirstie                             | официантка Мэдди                                                                  | эпизод: Maddie vs. Maddie                             |
| 2014      | Американская семейка             | Modern Family                       | Бренда                                                                            | эпизод: Strangers in the Night                        |
| 2015      | Старость — не радость            | Getting On                          | Марла Паундер                                                                     | эпизод: Please Partake of a Memorial Orange           |
| 2016      | ТрипТанк                         | TripTank                            | разные персонажи                                                                  | мультсериал; 3 эпизода; озвучка                       |
| 2016      | —                                | Not Today Bianca                    | агент                                                                             | эпизод: Welcome to Hollywood                          |
| 2017      | Дивы дневного эфира              | Daytime Divas                       | Анна Краус                                                                        | телесериал; 6 эпизодов                                |
| 2017      | Мэр                              | The Mayor                           | шеф Фокс                                                                          | эпизод: City Hall-oween                               |
| 2017      | —                                | Real Life                           | Беверли                                                                           | телефильм                                             |
| 2018—2022 | Мамаша                           | Mom                                 | Тэмми                                                                             | телесериал; основная роль                             |
| 2019      | Амфибия                          | Amphibia                            | Тэмми                                                                             | мультсериал; эпизод: Toad Tax/Prison Break; озвучка   |
| 2022      | Наш флаг означает смерть         | Our Flag Means Death                | вдова Эвелин Хиггинс                                                              | телесериал; 2 эпизода                                 |
| 2023      | Праведные Джемстоуны             | The Righteous Gemstones             | Мэри «Мэй–Мэй» Монтгомери, младшая сестра Элая, жена Питера и матери Чака и Карла | телесериал; сезон 3                                   |

## Награды и номинации
| Награда                        | Год  | Категория                                                                    | Название работы          | Результат |
| ------------------------------ | ---- | ---------------------------------------------------------------------------- | ------------------------ | --------- |
| Золотой глобус                 | 1997 | Лучшая женская роль второго плана в мини-сериале, телесериале или телефильме | Третья планета от Солнца | Номинация |
| Эмми                           | 1997 | Лучшая женская роль второго плана в комедийном телесериале                   | Третья планета от Солнца | Победа    |
| Эмми                           | 1998 | Лучшая женская роль второго плана в комедийном телесериале                   | Третья планета от Солнца | Номинация |
| Эмми                           | 1999 | Лучшая женская роль второго плана в комедийном телесериале                   | Третья планета от Солнца | Победа    |
| Премия Гильдии киноактёров США | 1997 | Лучшая женская роль второго плана в комедийном телесериале                   | Третья планета от Солнца | Номинация |
| Премия Гильдии киноактёров США | 1997 | Лучший актёрский состав в комедийном сериале                                 | Третья планета от Солнца | Номинация |
| Премия Гильдии киноактёров США | 1998 | Лучший актёрский состав в комедийном сериале                                 | Третья планета от Солнца | Номинация |
| Премия Гильдии киноактёров США | 1999 | Лучший актёрский состав в комедийном сериале                                 | Третья планета от Солнца | Номинация |